# Muppet RaceMania
Muppet RaceMania est un jeu vidéo de course sorti en 2000 sur PlayStation. Le jeu a été développé par Traveller's Tales et édité par SCEE. Il est basé sur les Muppets, personnages emblématiques du marionnettiste Jim Henson.

## Système de jeu
Le jeu propose 24 pistes basées sur les six films de la franchise sortis avant le développement du jeu, chaque film proposant ainsi un total de quatre pistes. Le joueur dispose de huit personnages au départ et peut déverrouiller 17 autres personnages jouables au fil de sa progression, pour un total de 25. Il aura également tout un arsenal d'armes à utiliser durant chaque course. Le jeu dispose également d'un mode multijoueurs jusqu'à deux joueurs, avec notamment un mode bataille.

## Accueil
- Jeuxvideo.com : 14/20[3]